# アンドレイ・ベロウソフ
アンドレイ・レモヴィチ・ベロウソフ（ロシア語: Андре́й Рэ́мович Белоу́сов、ラテン文字表記の例：Andrey Removich Belousov, 1959年3月17日 - ）は、ロシア連邦の政治家、経済学者。2024年より国防大臣を務めている。ウラジーミル・プーチン政権にて経済発展大臣、大統領補佐官（経済担当） 、第一副首相を歴任。モスクワ出身。経済学博士。

## 来歴
1959年3月17日にモスクワに誕生する。父のレム・ベロウソフは経済学者で価格と管理に関する学校の創設者であり、ブレジネフ時代のソビエト連邦閣僚会議議長アレクセイ・コスイギンが主導した「コスイギン改革」の推進者の1人であった。母親は放射化学研究者のアリーサ・パブロブナで希少元素を研究していた。
物理数学学校を経て、1981年にモスクワ大学経済学部を卒業する.。
1981年から1986年にかけて、ロシア科学アカデミーの中央経済数学研究所人間・機械システムシミュレーション研究室の研究員補佐、下級研究員。1996年から2001年まで科学アカデミー経済予測研究室長。2000年にロシア連邦首相外部顧問。2006年にロシア連邦経済開発貿易省次官。2008年にロシア連邦首相府財政経済部長。
2012年5月21日に経済開発大臣であったエリヴィラ・ナビウリナの後任として、第1次ドミートリー・メドヴェージェフ内閣の経済開発大臣に任命される。
2013年6月24日、経済政策担当の大統領補佐官に任命された。2020年1月21日より第一副首相。
2020年4月30日にはミハイル・ミシュスティン首相が新型コロナウイルスの検査で陽性反応を示して自主隔離に入ったことを受け、首相代行に指名され、5月19日まで務めた。

### 国防大臣（2024年-）
2024年5月に、セルゲイ・ショイグに代わって国防相に就任した。
経済畑を歩んできたベロウソフの起用は異例の人事として受け止められている。ウクライナ侵攻が長期化し、GDPに占める軍事費の割合が高まる中で、戦時経済体制を確立しようとしているプーチンの意向が背景にあると指摘されている。

## 人物
ロシア正教の敬虔な信者であり、趣味はロッククライミング。プーチン大統領と同様に武道の愛好家で、若い頃は空手とサンボを練習していたと言われている。妻帯者であり、1人の息子がいる。